# Antonio Canova
Antonio Canova (Possagno, 1757. november 1. – Possagno, 1822. október 13.) velencei szobrász. A barokk stílustól eltávolodva, az antik művészet ideáljaihoz nyúlt vissza, és a szobrászati klasszicizmus megalapítójaként tartják számon. Művészete hatásos, fegyelmezett, de kevés érzelmet mutat.

## Élete
Bassanóban egy szobrásznál dolgozott. 17 éves korában a természetes nagyság felényi méretében elkészítette Eurüdiké szobrát. Ezután a velencei akadémiára került, ahol korának művészeti iránya teljesen lenyűgözte, és csak amikor a 23 éves korában készített Daidalosz és Ikarosz csoportért a Velencei Köztársaság jutalmul 1779-ben évi 300 arany ösztöndíjjal Rómába küldte, akkor tárult fel előtte a klasszikus ókor.

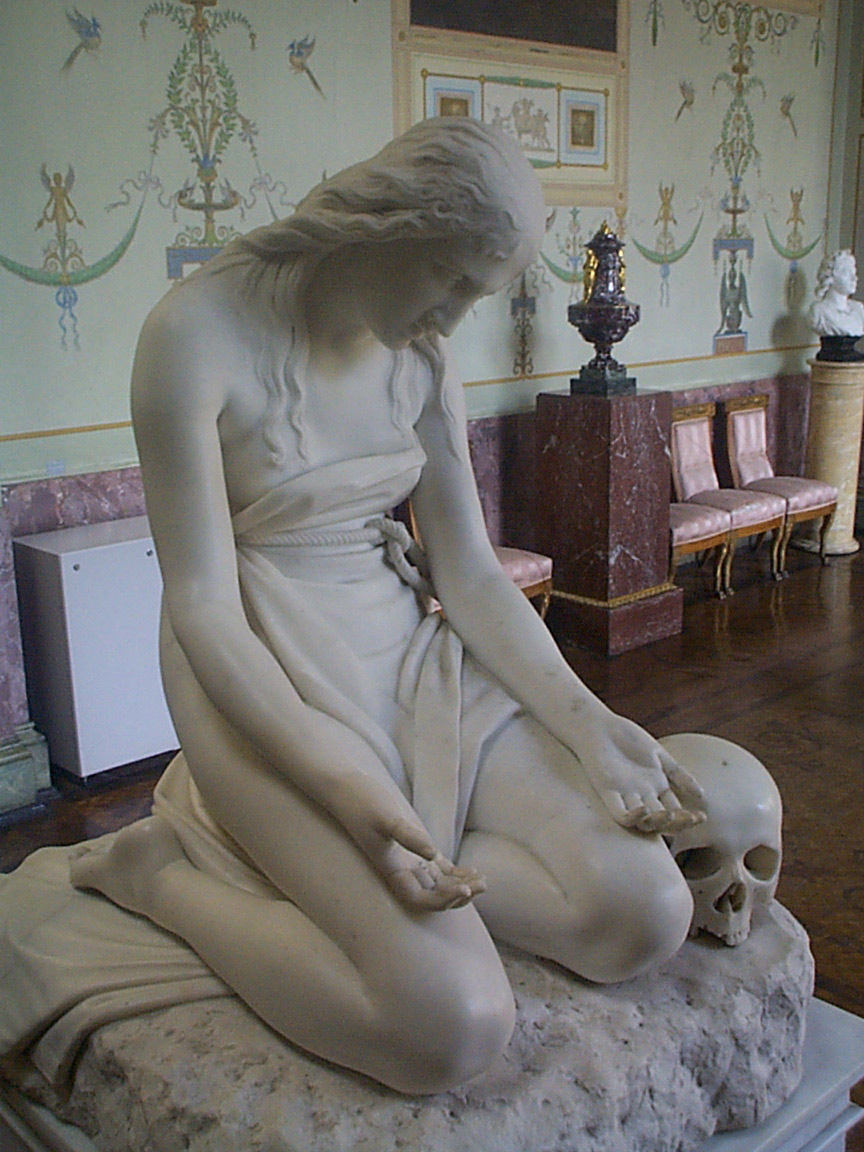
Magdolna, Ermitázs

A legnagyobb szorgalommal tanulmányozta a vatikáni gyűjteményeket, és bizonyos fokig fel is fogta az antik szellemet. E korszakból való munkái: Apollón, Thészeusz és Minótaurosz (1783), XIII. és XIV. Kelemen pápa síremléke. Előbbit 1792-ben állították fel a Szent Péter-bazilikában, az utóbbi az Apostolok templomában áll. Ekkoriban készítette Angelo Emo tengernagy emlékművét a Velencei Köztársaság számára, számos történelmi és mitológiai tárgyú domborművet, például Ámort és Pszükhét, Venust és Adóniszt, Hébét stb. A Vénuszok közül említést érdemel a Napóleon nővérét, Pauline-t ábrázoló, amely Rómában, a Borghese Galériában áll. Szintén e korból való Bűnbánó Magdolnája, a lágyság és elmosódottság netovábbja.

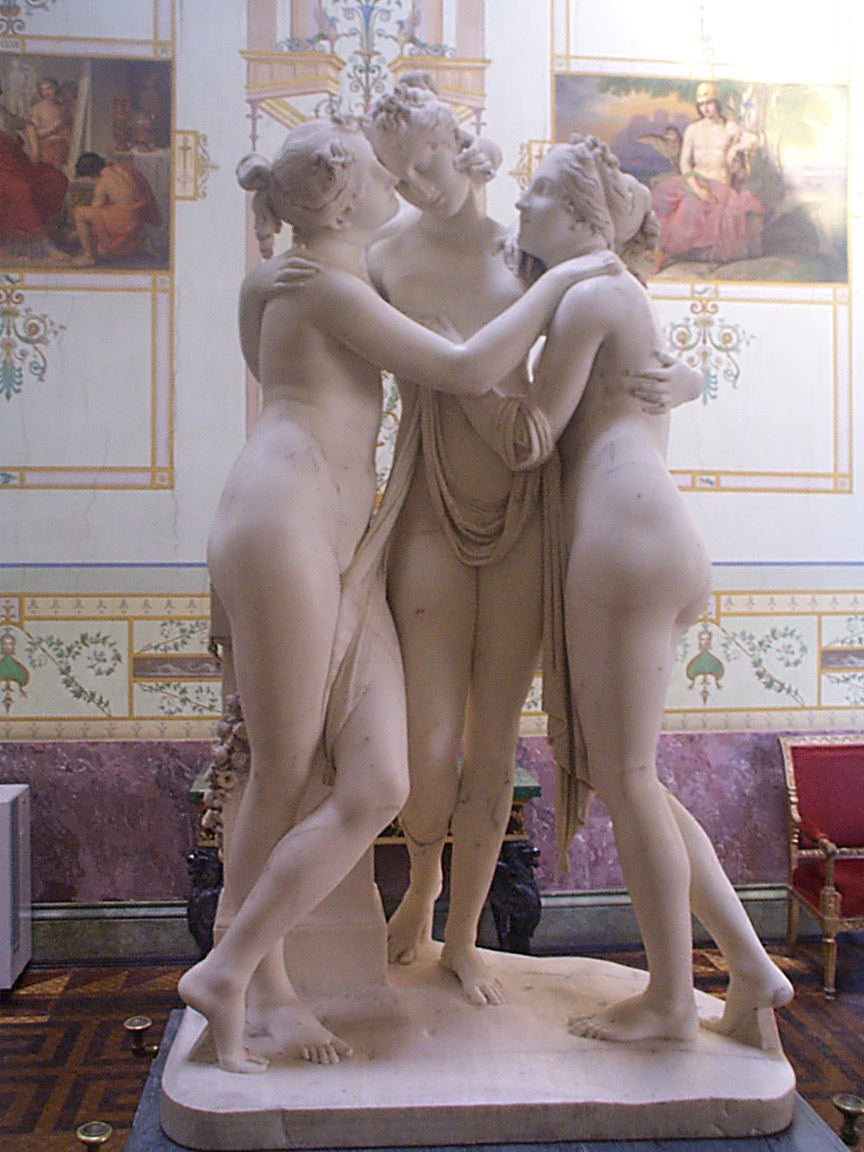
A három grácia, Ermitázs

Túlzástól nem volt mentesek későbbi tragikus és heroikus tárgyú szoborművei sem. Így az őrjöngő Héraklészé, amint Likhaszt a sziklához vágja a maga óriási nagyságában nem annyira héraklészi erőt, inkább túlzást és durvaságot mutat. E két szélsőség között mozogva, Canova nem találta meg a helyes középutat és azt a nyugodtságot, amely az antik szobrászat klasszikus műveinek sajátos jellemzője. Ez különösen ott feltűnő, ahol két szélsősége egy munkában van egyesítve, így a Mars és Vénusz csoportban, amelyben a két alak közt levő ellentét igazán bántó. Mindamellett néhány igen kiváló művet is alkotott, ilyen Ámor és Psyché je a Louvre-ban, Perszeusz a Medusza fejével, amelyet akkor alkotott, amikor 1798-ban és 1799-ben Németországban tett útjáról visszatért. 1802-ben VII. Piusz pápa az összes római műtárgyak és az egyházi állam művészeti vállalatai felügyelőjévé nevezte ki, majd Napoléon Bonaparte első konzul Párizsba hívta, hogy nagy szobrát elkészítse, miután már előbb megmintázta legszebb műveinek egyikét, a VIII. Károly nápolyi király lovas szobrát. Ekkor készítette a legkitűnőbb mellszobrát is, Napóleon anyjáét, amelyben a természethűség klasszikus kezeléssel egyesült.

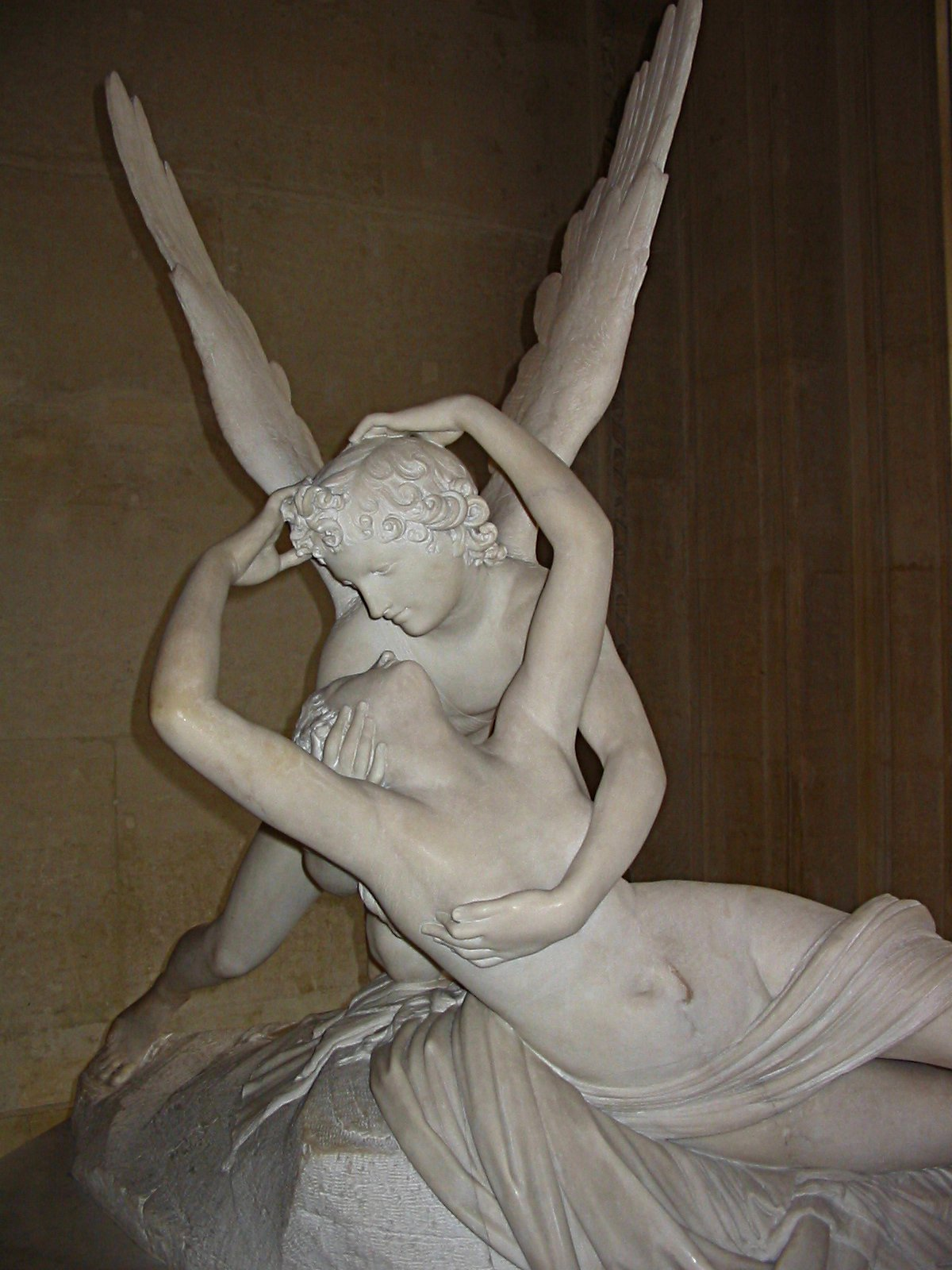
Ámor és Pszükhé, Louvre

Későbbi művei közül legnevezetesebbek George Washington szobra; az Amerikai Egyesült Államok Capitoliuma palotája előtt Washingtonban, számos mitológiai tárgyú szobra, igen sok Vénusz, de hősök is, amelyek közül a legkitűnőbb Thészeusz harca a kentaurral; a Stuart-uralkodók emlékműve,  Vittorio Alfieri, XIV. Kelemen pápa és mások síremléke, valamint számos mellszobor, többek közt VII. Piuszé és II. Ferenc német-római császáré.
Napóleon bukása után Canova 1815-ben a pápa nevében visszakövetelte a Rómából elhurcolt műkincseket, azután Londonba ment, 1816-ban pedig visszatért Rómába, ahol a pápa őt érdemeiért a Capitolium «arany könyvébe» felvétette és 3000 római scudo évi jövedelemmel Ischia di Castro őrgrófja címet adományozta. Halála előtt szülőhelyén pompás templomot építtetett, és azt utolsó műveivel ajándékozta meg. Egy-egy mellszobra Velencében a Santa Maria Gloriosa dei Frari templomban és a capitoliumi könyvtárban áll.

## Magyar vonatkozások
- Kismartonban, az Esterházy-kastély egyik kerti épületében, a Leopoldina-templomban található egyik alkotása, Esterházy Mária Leopoldina[13] carrarai márványból faragott szobra.
- Gyömrőn a református templomban egy domborműve látható (Búsuló Géniusz)
- Canova tanítványa volt első jelentős szobrászunk, Ferenczy István.
- Sárközi Mátyás: A Király utcán c. könyvében írja, hogy a budapesti terézvárosi plébániatemplommal szemben lévő kutat 1855 körül csinosabbá akarták tenni. Ezért Bauer Mihállyal (a kétfülű díszurna helyett) mészkőbe vésették Canova „Béke” című szobrának a közel két és fél méter magas változatát.

## Főbb művei
- Thészeusz és Minótaurusz
- Perszeusz Medúza levágott fejével
- A három grácia (Ermitázs).
- Ámor és Pszükhé (Louvre)

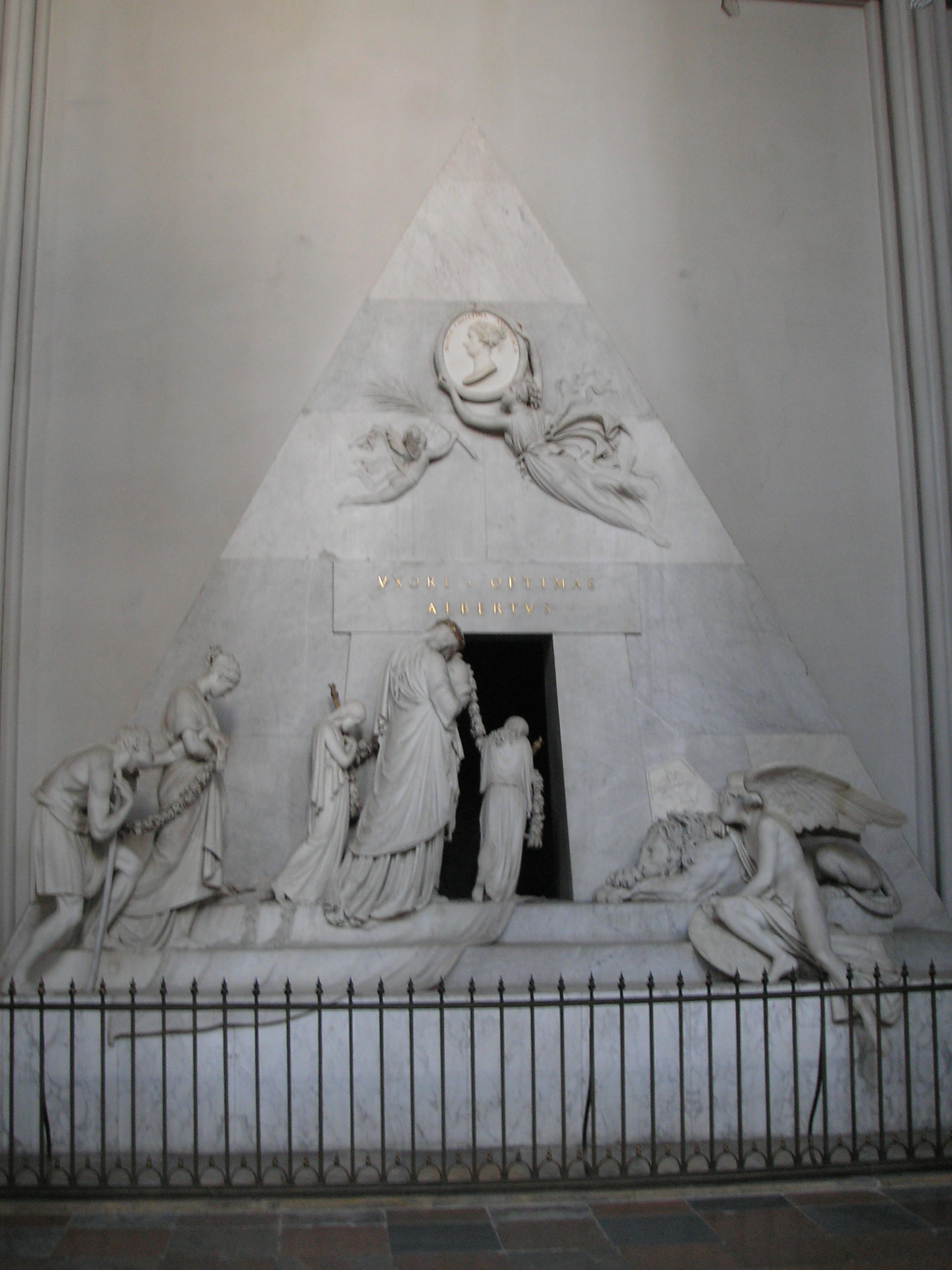
Mária Krisztina főhercegnő üres síremléke (kenotáfiuma) a bécsi Augustinerkirchében

- Mária Krisztina főhercegnő síremléke (Bécs, Augustinerkirche), 1798–1805
- Venus